# Cederstråle
Cederstråle var en svensk adelsätt, bestående av en ursprunglig och två adopterade grenar.
Stamfader för ätten var frälsefogden under början av 1600-talet, Ragvald i Västergötland, vars son Bengt Ragvaldsson var överste och kommendant på Nya Älvsborg. Hans hustru Anneken von Kugeln var dotter till en borgmästare från Bremen. Deras son Johan kallade sig först Cederbaum. Han var kapten vid Artilleriet när han adlades år 1718 med namnet Cederstråle. Ätten introducerades året därefter på nummer 1 563.
Johan Cederstråle var gift två gånger. Hans första hustru, Palmia Maria Weisenhoff kom från Sachsen och var dotter till en doktor Ludvig Weisenhoff där. När hon sammanvigdes med Johan Cederbaum var hon änka efter en Grubb och hade en son i det äktenskapet, Carl Gustaf Grubb (1692-1724). När Johan Cederstråle adlades, adlades hans styvson med honom. Denne var löjtnant vid Östra Skånska regementet, men ogift och slöt sin gren av ätten. I äktenskapet med änkan Grubb föddes fyra barn. De två döttrarna gifte sig Köhler i Livland och med kyrkoherden Olaus Plantin i Skåne. Deras båda bröder var löjtnanten Bengt och fänriken Carl Gustaf Cederstråle. Johan Cederstråle gifte om sig med Maria Hummelstjerna och fick en dotter som gifte sig med Anders Johan Gyllensvärd.
Fänriken Carl Gustaf Cederstråle fick inga barn. Hans bror Bengt Cedersråle var löjtnant vid Västgöta kavalleri, och gift med Christina Magdalena Frölich, var mor var en Silfversvärd. De fick fjorton barn. Döttrarna gifte sig med stadsmäklare Fredrik Corsar, urfabrikör Nordahl, kofferdikapten Carlberg, sergeant Wibom, fänrik Belfrage och rustmästare Belfrage. Två bröder till dessa fick barn. Den ene av dessa, kaptenen vid Greve Spens regemente Ulrik Cederstråle, gifte sig i Stralsund och dennes ätt utgick från Sverige. Hans bror Johan Ludvig Cederstråle till Ekedal var liksom föregående kapten vid Greve Spens regemente. Han var gift med Helena Catharina Mannerfelt, och fick med henne ett barn, Sophia Christina Cederstråle.
Ätten skulle därmed ha blivit utslocknad på svärdssidan. År 1801 adopterades emellertid Sophia Christina Cederstråles make, majoren Erik Tholander på svärfaderns adliga ätt och nummer.
Erik Tholander härstammade från borgmästaren Anders Tholander (död 1736) i Strängnäs och dennes hustru rådmansdottern Catharina Engman från Stockholm. Deras son Erik Tholander var tullförvaltare och gift med Johanna Petronella Muller. Hon i sin tur var dotter till stadskirurgen Martin Muller och Anna Kristina Petersdotter Brandberg, vars far var brorson till den Peter Brandberg som adlades Cederberg och som var Bureättling. Dessa båda var föräldrar till Erik Tholander som adopterades på ätten Cederstråle.
Erik och Sophia Christina Cederstråle till Ekedal fick fem barn, däribland Helena som var gift med Erik Magnus Kuylenstierna; hennes båda systrar gifte sig Planting-Gyllenbåga och med greve Otto Wilhelm Fabian Trolle-Löwen till Trollesund och Gärdesta. Deras bror Johan Casimir Cederstråle var hovrättsråd, gift von Post, och fick sonen Erik Cederstråhle, som var den siste av ätten som slöts vid hans död 1886.